# Slät taggsvamp
Slät taggsvamp (Sarcodon leucopus) är en svampart som först beskrevs av Christiaan Hendrik Persoon, och fick sitt nu gällande namn av Maas Geest. & Nannf. 1969. Slät taggsvamp ingår i släktet Sarcodon och familjen Bankeraceae.  Arten är reproducerande i Sverige. Inga underarter finns listade i Catalogue of Life.